# Izabela Mróz
Izabela Maria Mróz (ur. 24 lutego 1951) – polska lekkoatletka specjalizująca się w biegach średniodystansowych, medalistka mistrzostw Polski.

## Kariera sportowa
Była zawodniczką MKS-AZS Warszawa.
Na mistrzostwach Polski seniorów zdobyła srebrny medal w biegu na 1500 metrów w 1973. Na tym samym dystansie zdobyła także srebrny medal podczas halowych mistrzostw Polski seniorów w 1973.
Rekord życiowy:
- 1500 m – 4:23,2 (29.07.1973)